# (4628) Laplace
(4628) Laplace – planetoida z pasa głównego asteroid okrążająca Słońce w ciągu 4,3 lat w średniej odległości 2,65 j.a. Odkrył ją Eric Elst 7 września 1986 roku w Narodowym Obserwatorium Astronomicznym Rożen. Planetoida została nazwana na cześć francuskiego matematyka, astronoma i fizyka, Pierre’a Simona de Laplace’a.